# Stadium MK
Stadiummk (inicialment nomenat com a Estadi: MK, estilísticament Estadi Mk, i també conegut localment com a "Estadi Denbigh") és un estadi de futbol situat a Denbigh (Bletchey), districte de Milton Keynes, Buckinghamshire, Anglaterra. Dissenyat per Populous, la primera fase de la construcció fou encarregada a l'empresa "Buckingham Group Contracting". És l'estadi que utilitza de local el Milton Keynes Dons FC. El disseny arquitectònic fou encarregat a l'empresa Populous.
L'estadi fou inaugurat oficialment el 29 de novembre de 2007 per la Reina Elisabet II. La construcció de l'estadi només utilitza 2 graderies que tenen una capacitat de 30.500 espectadors. Si és necessari, existeix l'opció d'augmentar la capacitat de l'estadi a 45.000 amb la incorporació d'un tercer nivell, fins a l'altura màxima del sostre. El disseny s'ajusta a la Regulació d'infraestructures dels estadis de la UEFA, i la seva superfície del joc és de Gespa Híbrida inclòs el sistema Desso GrassMaster.
A més a més de partits de futbol, l'estadi és utilitzat a vegades per a fer partits de rugbi. Al maig de 2008, el Saracens (qui en aquest moment compartia estadi amb el Watford a Vicarage Road) va jugar contra el Bristol en aquest estadi, ja que el Watford necessitava el seu estadi per a un campionat de play-off. L'any 2011, el Northampton Saints RFC va utilitzar l'estadi pel seu partit de quarts de final de la Copa Heineken i els partits de semifinal, ja que el seu estadi és massa petit per als grans esdeveniments.
El Saracens, una vegada més va utilitzar el Mk per jugar un partit contra el Northampton Saints el 30 de desembre de 2012 de l'Aviva Premiership mentre que el seu nou estadi en Barnet Copthall encara estava en construcció. L'estadi va ser la seu de 3 partits en la Copa del Món de Rugbi de 2015.

## Antecedents
L'estadi va ser proposat per primera vegada el maig de 2002, quan el Wimbledon FC va rebre permís per traslladar-se a Milton Keynes des del seu lloc d'origen a unes 60 milles (97 km) de distància, al sud de Londres. En principi estava previst que el nou estadi estaria llest per a la temporada 2004-05, però van haver de passar tres anys per a l'obertura de l'estadi. Mentrestant, el Wimbledon havia jugat a l'antic Estadi Nacional d'Hoquei d'Anglaterra que fou rebatejat com a Milton Keynes Dons.

## Grandària de l'estadi i el seu ús actual
Inicialment es temia que la grandària de l'estadi fos excessivament gran per a l'ús que se li podria donar i que promotors i dissenyadors haurien estat massa optimistes a l'hora de dissenyar-ho. De fet, malgrat que l'assistència dels Dons és superior, l'estadi no aconsegueix omplir-se.
La mitjana d'assistència al MK en els partits dels Dons fou de 10.550 durant la temporada 2008-09 a la League One, romanent per sota de la meitat de la capacitat de l'estadi. En la temporada 2009-10, els Dons van classificar-se sisens dels 24 equips de la League One, i la mitjana d'assistència la temporada 2012-2013 fou de només de 8.612.
El rècord d'assistència en un partit de futbol en l'Estadi MK va ser el dissabte 29 de març de 2014, quan una multitud de 20.516 espectadors va aparèixer per veure al Milton Keynes Dons de la League One en un partit contra el Wolverhampton Wanderers. Els seguidors dels Wolves van trencar el rècord d'assistència de l'estadi en arrossegar una mica més de 8.000 seguidors.

## Esdeveniments
Encara que la reina Elisabet II va inaugurar oficialment l'estadi al novembre de 2007, l'estadi MK va iniciar la seva activitat el 18 de juliol de 2007, en un partit contra un combinat del Chelsea XI, que finalitzaria amb una victòria per 4-3 per als locals. Més tard, al juliol, jugarien un partit el combinat d'Anglaterra Legends XI versus Mundial Legends XI en memòria del futbolista anglès Alan Ball que feia poc que havia mort. Al novembre de 2007, l'estadi va albergar el seu primer partit FIFA de futbol internacional, quan la selecció Anglesa sub-21 va jugar contra la Sub-21 de Bulgària un partit de classificació per a l'Eurocopa sub-21 de 2009. Des de llavors, l'estadi ha estat utilitzat en diverses ocasions per acollir a la selecció Anglaterra Sub 21 en partits internacionals, així com un partit de preparació al juny de 2009 per al Campionat Europeu Sub-21 de 2009 contra l'Azerbaidjan Sub-21 (on els locals van guanyar per un rotund 7-0). L'estadi va ser utilitzat com un punt central per a les celebracions del 40 aniversari de Milton Keynes que van tenir lloc durant l'any 2007.
L'estadi va celebrar el seu primer aniversari el 8 de maig de 2008, quan va ser seu del seu primer partit de Rugbi XV. En la Guinness Premiership, els Saracens van jugar contra el Bristol lluny del seu habitual estadi de Vicarage Road, ja que el Watford FC tenia un compromís en aquest estadi per un partit de Play-Off.
El 5 de juny de 2010, un estadí atapeït hostatjà un amistós internacional on la selecció de futbol de Ghana va vèncer la de Letònia per 1-0 en el seu últim entrenament abans de la Copa del Món a Sud-àfrica. L'1 de juny de 2014, l'estadi fou la seu de la Final de la FA Cup Femenina de la temporada 2013-14, on l'Arsenal va derrotar l'Everton per 2 gols a zero.

## Altres instal·lacions
Els plànols del complex inclouen un pavelló esportiu: mk, destinat inicialment a l'equip professional de bàsquet de la ciutat, el Marshall Milton Keynes Lions.  No obstant això, els desenvolupaments comercials que haurien proporcionat el finançament del projecte es van anar ajornant a conseqüència de la pròpia crisi del deute europea.
Després de la conclusió de la temporada 2011-12, malgrat les súpliques a moltes empreses locals, els Lions no van poder assegurar-se un lloc a Milton Keynes, la qual cosa resultaria un trasllat cap al sud fins al Copper Box, (un espai multi-esportiu que es va utilitzar per als Jocs Olímpics d'Estiu 2012).

## Estable
El costat Sud del StadiumMK es coneix com l'Estable de les Vaques pels seguidors dels Dons, ja que Milton Keynes és conegut per les seves vaques.

## Rugbi

### Rugbi World Cup 2015
El 8 d'octubre de 2012, els organitzadors de la Copa del Món de Rugbi 2015 van anunciar que l'estadi era un dels disset preseleccionats per a albergar partits d'aquesta competició. El març de 2013, l'estadi fou oficialment designat com a seu de la Copa del Món de Rugbi 2015, i el 2 de maig també es va anunciar que s'incrementaria la capacitat del recinte a 32.000 espectadors, amb motiu d'aquest esdeveniment. Els partits de la WRC que es jugaran al MK seran:
| Grup D | 1 Octubre 2015 | França  | Canadà |
| Grup B | 3 Octubre 2015 | Samoa   | Japó   |
| Grup A | 6 Octubre 2015 | Uruguai | Fiji   |

## Vista de l'Estadi

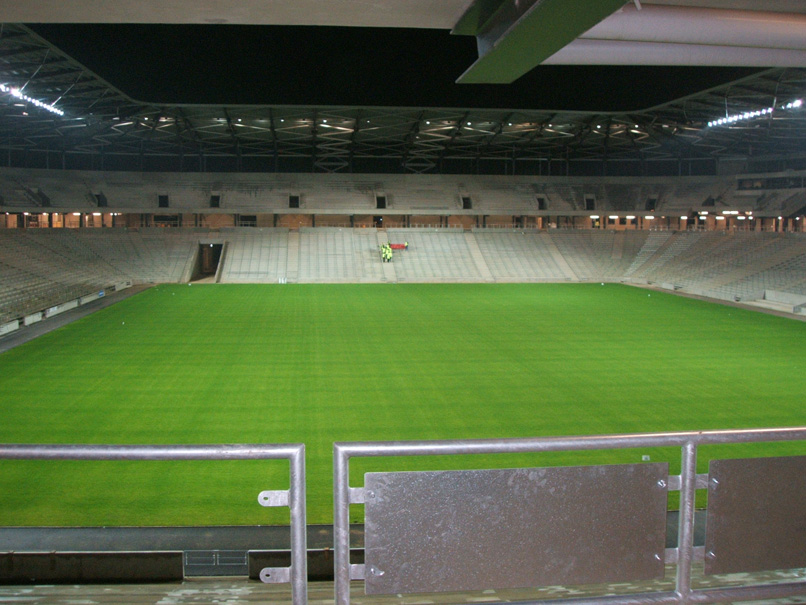
La vista de la pista a la Graderia Sud
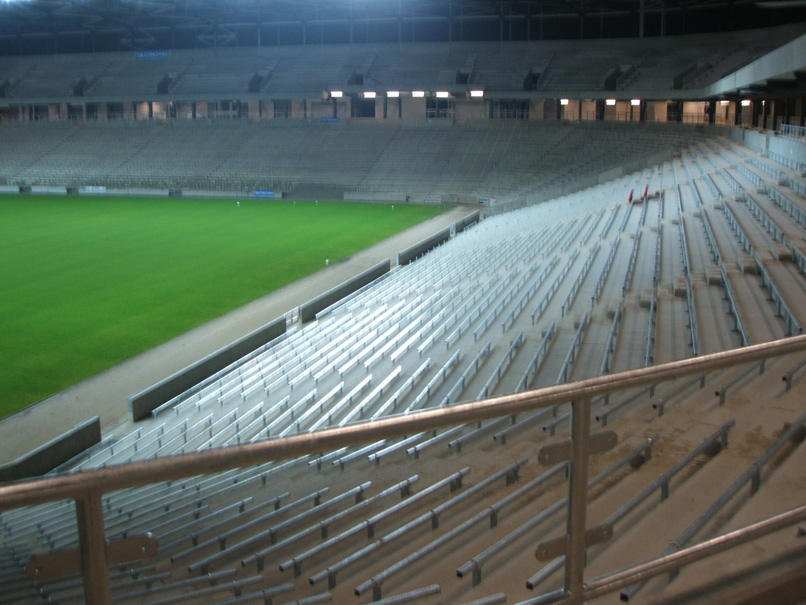
El costat Sud el 22 de febrer 2007